# Árnyékfeleség
Az Árnyékfeleség (eredeti cím: Mrs. Winterbourne) 1996-ban bemutatott amerikai romantikus vígjáték Richard Benjamin rendezésében, Brendan Fraser és Shirley MacLaine főszereplésével.

## Cselekmény
|  | Alább a cselekmény részletei következnek! |

Connie élete elég szerencsétlenül alakul. Beleszeret egy semmirekellőbe, Steve-be, akitől teherbe esik, és a férfi, miután megtudja a hírt, kidobja a nőt. Connie-nak nincs hova mennie, még vonatjegyre sincs pénze, így bliccelni kényszerül. Mikor a kalauz elkapja, a jóképű Hugh Winterbourne segít rajta, majd bemutatja Connie-t a feleségének, aki szintén állapotos. A vonat kisiklik, Hugh és a felesége meghalnak, majd a egy félreértés következtében a kórházban azt hiszik Connie-ról, hogy ő Hugh felesége. Amikor Hugh anyja, Grace Winterbourne – aki még sosem találkozott fia kedvesével – meglátogatja a kórházban, Connie úgy dönt, nem zaklatja fel a szívbeteg nőt, és hagyja, hogy Hugh feleségének higgyék. Mivel amúgy sincs hova mennie gyermekével, Connie elfogadja Grace ajánlatát és hazamegy vele, ahol szembetalálja magát Hugh ikertestvérével, Billel. Egymásba szeretnek. Connie nehezen illeszkedik be a gazdagok életébe.
Connie-t gyötri a bűntudat, távozni akar, de a sofőr ráébreszti, hogy ő és a kisbaba éppolyan fontosak Grace-nek, mint neki az idős hölgy. Connie visszatér, és megtudja, hogy távozása miatt Grace szívrohamot kapott. Úgy dönt, nem fedi fel magát és Patricia Winterbourne-ként hozzámegy Billhez. Steve azonban megtudja, hogy Connie gazdag lett, és zsarolni kezdi. Steve-t valaki lelövi; Bill és Connie az esküvőjükre készülnek, de mikor megtudják, hogy Grace magára vállalta a gyilkosságot, ők is azonnal sietnek, hogy bevallják. A rendőrség azonban elmondja, hogy már megvan a gyilkos, és nem Connie, Bill vagy Grace azok. Sor kerül az esküvőre.

## Szereplők
| Színész          | Szerep                               | Magyar hang     |
| ---------------- | ------------------------------------ | --------------- |
| Shirley MacLaine | Shirley MacLaine                     | Andai Györgyi   |
| Ricki Lake       | Connie Doyle (Patricia Winterbourne) | Kökényessy Ági  |
| Brendan Fraser   | Bill (Hugh Winterbourne)             | Selmeczi Roland |
| Peter Gerety     | Brian Kilraine atya                  | Barbinek Péter  |
| Miguel Sandoval  | Paco                                 | Papp János      |
| Loren Dean       | Steve DeCunzo                        | Stohl András    |
| Jane Krakowski   | Christine                            |                 |
| Debra Monk       | Ambrose hadnagy                      |                 |
| Cathryn de Prume | Renee                                | Madarász Éva    |
| Kate Hennig      | Sophie                               |                 |
| Susan Haskell    | Patricia Winterbourne                |                 |
| Jennifer Irwin   | Susan                                |                 |
| 'Victor A. Young | Dr. Hopley                           |                 |